# Biotopo Ontaneto di Sluderno
Il Biotopo Ontaneto di Sluderno (in tedesco Schludernser Au) è un'area naturale protetta e una riserva naturale speleologica dell'Alto Adige istituita nel 2000.
Occupa una superficie di 124,50 ha a Sluderno nella provincia autonoma di Bolzano.